# Caipora

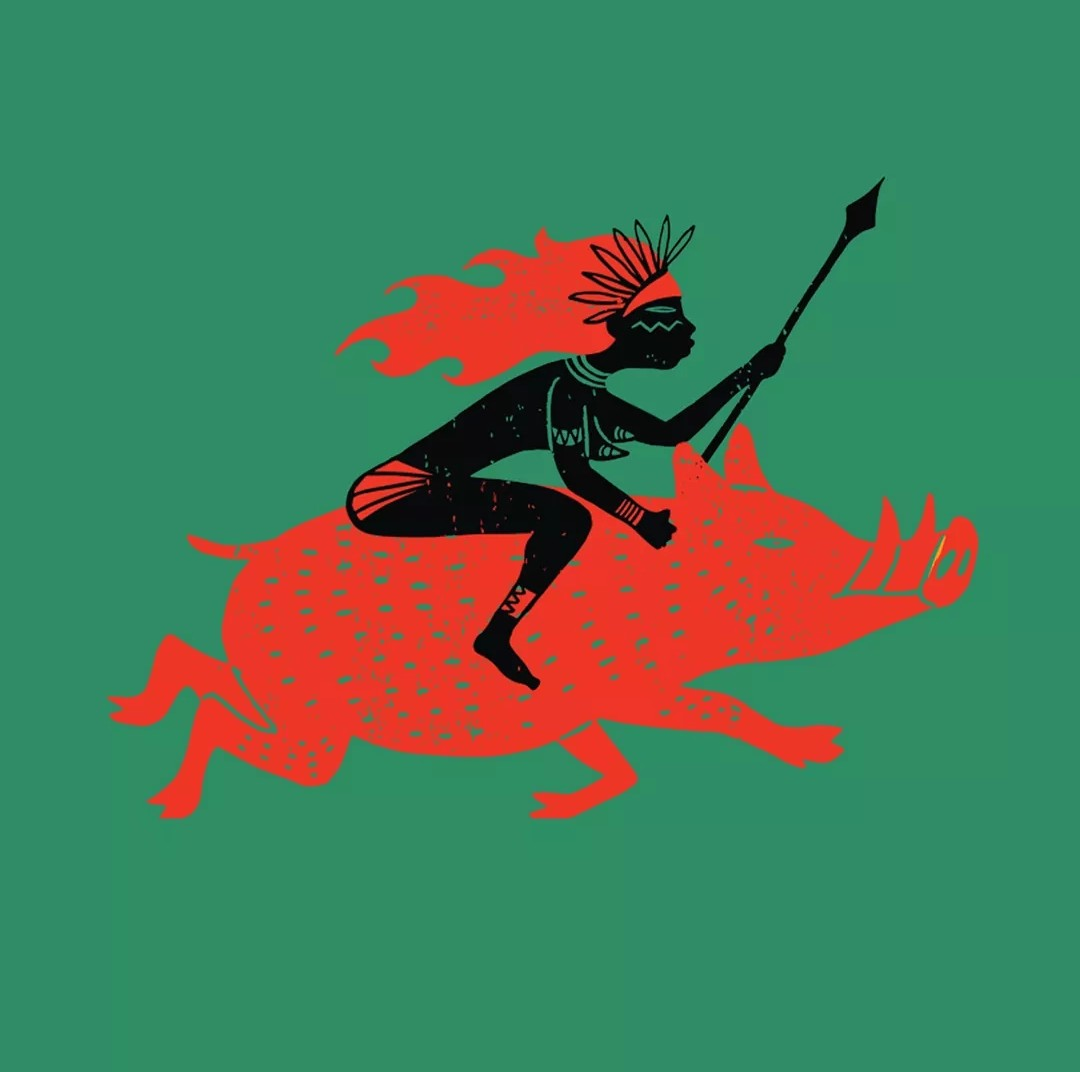
Representação artística do caipora montado em um cateto

Caipora ou caapora é uma entidade da mitologia tupi-guarani. A palavra “caipora” vem do tupi ka'a, mato, e pora, habitante, termos que em relação genitiva significam "habitante do mato". No folclore brasileiro, é representada como uma pequena indígena, ágil e nua. De acordo com a crença indígena, ela pode dar azar a quem a encontra ou vê. A exemplo do curupira, a caipora é protetora da floresta.
Habitante das florestas, reina sobre todos os animais e ela destrói os caçadores que não cumprem o acordo de caça feito com ela. Seu corpo é todo coberto por pelos. Ela vive montada numa espécie de peccarideo (queixada ou cateto) e ela carrega uma vara. Prima do Curupira, protege os animais da floresta. Os índios acreditavam que a Caipora temesse a claridade, por isso protegiam-se dele andando com tições acesos durante a noite. A Caipora é considerado em algumas partes do Brasil como canibal, ou seja, dizem que come quem ela vê caçando, até mesmo um pequeno inseto. 
No imaginário popular em diferentes regiões do País, a figura da Caipora está intimamente associada à vida da floresta. Ele é o guardião da vida animal selvagem. Apronta toda sorte de ciladas para o caçador, sobretudo aquele que abate animais além de suas necessidades. Afugenta as presas, espanca os cães farejadores, e desorienta o caçador simulando os ruídos dos animais da mata. Assobia, estala os galhos e assim dá falsas pistas fazendo com que ele se perca no meio do mato. Mas, de acordo com a crença popular, é sobretudo nas sextas-feiras, nos domingos e dias santos, quando não se deve sair para a caça, que a sua atividade se intensifica. Mas há um meio de driblá-la. A Caipora aprecia o fumo. Assim, reza o costume que, antes de sair numa noite de quinta-feira para caçar no mato, deve-se deixar fumo de corda no tronco de uma árvore e dizer: "Toma, Caipora, deixa eu ir embora". A boa sorte de um caçador é atribuída também aos presentes que ele oferece. Assim, por sua vez, os homens encontram um meio de conseguir seduzir esse ente fantástico. Mas fracasso na empreitada é atribuído aos ardis da entidade. No sertão do Nordeste, também é comum dizer que alguém está com a Caipora quando atravessa uma fase de empreendimentos mal sucedidos e de infelicidade.
Há muitas maneiras de descrever a figura que amedronta os homens e que, parece, coloca freios em seus apetites descontrolados pelos animais. Pode ser uma pequena cabocla, com um olho no meio da testa, coxo e que atravessa a mata montado num porco selvagem; um índio de baixa estatura, ágil; um homem peludo, com vasta cabeleira.
Segundo o folclorista Luís da Câmara Cascudo, "ser caipora é o mesmo que ter azar, ter sorte madrasta, ser perseguido pelo destino (...). Nas lendas tupis, a caipora é representado ora como uma figura de um pé só, à maneira do saci, ora com os pés virados para trás, simbolizando por isso, como diz João Ribeiro, 'a pessoa que chega tarde e nada alcança'".

## Usos e representações

### Na literatura
A palavra caipora e seus derivados como "caiporismo" apareceram na literatura e teatro de revista.
Em 1870, Machado de Assis  explicou o termo em O rei dos caiporas como um indicativo da fatalidade de um homem. E ainda os dicionários não trazem o termo, mas ele corre já pela salas e ruas e adquiriu direito de cidade.
O direito de cidade apareceu na peça O Zé Caipora de Oscar Pederneiras (1860–1890), encenada no Rio de Janeiro, sobre a história de um homem azarado que se envolvia em muitas peripécias.
O escritor Aluísio de Azevedo  no conto Polítipo (1895) descreve o suicídio de um sujeito azarado chamado Boaventura da Costa, como "jamais o caiporismo encontrou asilo tão cômodo para as traiçoeiras manobras como naquele corpinho dele".
Em 1919, Lima Barreto usou o termo em Coisas do reino do Jambom. Ao relacionar superstições aos capuchinhos italianos, mencionou que você anda caipora; precisa ir aos barbudinhos ou rezar nos barbadinhos.

### Na antropologia e dicionários
Em Casa-Grande & Senzala, Gilberto Freyre incluiu o caiporismo em uma nota em que o menciona como uma mitologia rústica dos recifenses.
Em Dicionário do folclore brasileiro, Luís da Câmara Cascudo diferencia caipora de caguira (pronuncia-se cagüira). A caguira é descrito como um "termo de São Paulo na acepção de pessoa infeliz. Sua infelicidade difere essencialmente da do caipora porque é transitória ou, no pior dos casos, intermitente, enquanto a do caipora é perene, interminável, eterna. O caipora é infeliz por ter sido avistado pelo duende vingativo: o caguira o é incidente e transitoriamente, em determinado momento, pelas dificuldades criadas por competidores em seus interesses".
Em Conceito de civilização brasileira (1936), Afonso Arinos de Melo Franco, em um contexto de industrialização e o progresso alimentava o sonho das elites, o caipora representava uma "crença bárbara" e teria repercutido mal na identidade nacional.

### Na televisão
A Caipora foi um dos personagens do programa infantil Castelo Rá-Tim-Bum. Neste programa, a Caipora aparecia toda vez que alguém assobiava, e só desaparecia quando alguém adivinhava a palavra secreta que ela havia escolhido. Ela contava histórias e lendas indígenas, sempre protagonizadas por dois indiozinhos. Era interpretada por Patrícia Gasppar.